# Матч СССР — США по лёгкой атлетике 1961
Матч СССР — США по лёгкой атлетике 1961 года прошёл в Москве на стадионе имени В. И. Ленина 15—16 июля и окончился со счётом 179:163 в пользу сборной СССР.

## Результаты

### Общий зачёт
|         | СССР | США |
| ------- | ---- | --- |
| Мужчины | 111  | 124 |
| Женщины | 68   | 39  |
| Всего   | 179  | 163 |

### Личный зачёт

#### 100 метров
| Мужчины | Мужчины    | Мужчины   | Женщины | Женщины        | Женщины   |
| Место   | Спортсмен  | Результат | Место   | Спортсменка    | Результат |
| ------- | ---------- | --------- | ------- | -------------- | --------- |
| 1       | Френк Бадд | 10,3      | 1       | Вильма Рудольф | 11,3      |
| 2       |            |           | 2       |                |           |
| 3       |            |           | 3       |                |           |
| 4       |            |           | 4       |                |           |

#### 200 метров
| Мужчины | Мужчины    | Мужчины   | Женщины | Женщины      | Женщины   |
| Место   | Спортсмен  | Результат | Место   | Спортсменка  | Результат |
| ------- | ---------- | --------- | ------- | ------------ | --------- |
| 1       | Френк Бадд | 20,8      | 1       | Мария Иткина | 23,4      |
| 2       |            |           | 2       |              |           |
| 3       |            |           | 3       |              |           |
| 4       |            |           | 4       |              |           |

#### 400 метров
| Место | Спортсмен    | Результат |
| ----- | ------------ | --------- |
| 1     | Улис Уильямс | 46,7      |
| 2     |              |           |
| 3     |              |           |
| 4     |              |           |

#### 800 метров
| Мужчины | Мужчины          | Мужчины    | Женщины | Женщины         | Женщины   |
| Место   | Спортсмен        | Результат  | Место   | Спортсменка     | Результат |
| ------- | ---------------- | ---------- | ------- | --------------- | --------- |
| 1       | Джерри Зиберт    | 1.46,8     | 1       | Людмила Лысенко | 2.05,4    |
| 2       | Джеймс Дюпре     | 1.47,3     | 2       |                 |           |
| 3       | Василий Савинков | 1.47,4 NR* | 3       |                 |           |
| 4       | Валерий Булышев  | 1.48,2     | 4       |                 |           |

#### 1500 метров
| Место | Спортсмен        | Результат |
| ----- | ---------------- | --------- |
| 1     | Джим Битти       | 3.43,8    |
| 2     | Джим Грелле      | 3.45,3    |
| 3     | Иван Белицкий    | 3.46,2    |
| 4     | Василий Савинков | 3.48,8    |

#### 5000 метров
| Место | Спортсмен         | Результат |
| ----- | ----------------- | --------- |
| 1     | Пётр Болотников   | 13.58,4   |
| 2     | Макс Труэкс       | 14.05,4   |
| 3     | Валентин Самойлов | 14.14,8   |
| 4     | Чарли Кларк       | 14.45,4   |

#### 10 000 метров
| Место | Спортсмен     | Результат |
| ----- | ------------- | --------- |
| 1     | Юрий Захаров  | 29.34,4   |
| 2     | Лембит Виркус | 29.43,0   |
| 3     | Джон Гуткнехт | 30.13,8   |
| 4     | Николас Китт  | 32.47,8   |

#### 110/80 метров с барьерами
| Мужчины | Мужчины    | Мужчины   | Женщины | Женщины     | Женщины   |
| Место   | Спортсмен  | Результат | Место   | Спортсменка | Результат |
| ------- | ---------- | --------- | ------- | ----------- | --------- |
| 1       | Хейс Джонс | 13,8      | 1       | Ирина Пресс | 10,6 NR*  |
| 2       |            |           | 2       |             |           |
| 3       |            |           | 3       |             |           |
| 4       |            |           | 4       |             |           |

#### 400 метров с барьерами
| Место | Спортсмен      | Результат |
| ----- | -------------- | --------- |
| 1     | Клифтон Кушман | 50,5      |
| 2     |                |           |
| 3     |                |           |
| 4     |                |           |

#### 3000 метров с препятствиями
| Место | Спортсмен       | Результат |
| ----- | --------------- | --------- |
| 1     | Николай Соколов | 8.35,4    |
| 2     |                 |           |
| 3     |                 |           |
| 4     |                 |           |

#### Ходьба 20 км
| Место | Спортсмен        | Результат |
| ----- | ---------------- | --------- |
| 1     | Геннадий Солодов | 1:38.11,2 |
| 2     |                  |           |
| 3     |                  |           |
| 4     |                  |           |

#### 4×100 метров
| Мужчины | Мужчины                                                              | Мужчины   | Женщины | Женщины                                                                   | Женщины   |
| Место   | Команда                                                              | Результат | Место   | Команда                                                                   | Результат |
| ------- | -------------------------------------------------------------------- | --------- | ------- | ------------------------------------------------------------------------- | --------- |
| 1       | Сборная Хайес Джонс Френк Бадд Чарльз Фрезьер Пол Дрэйтон            | 39,1 WR*  | 1       | Сборная Уилли Уайт Эрнестина Поллард Вивиан Браун Вильма Рудольф          | 44,3 WR*  |
| 2       | Сборная Эдвин Озолин Леонид Бартенев Юрий Коновалов Николай Политико | 39,4 NR*  | 2       | Сборная Вера Крепкина Валентина Масловская Мария Иткина Татьяна Щелканова | 44,5 NR*  |

#### 4×400 метров
| Место | Команда | Результат |
| ----- | ------- | --------- |
| 1     | Сборная | 3.08,8    |
| 2     | Сборная |           |

#### Высота
| Мужчины | Мужчины         | Мужчины   | Женщины | Женщины       | Женщины   |
| Место   | Спортсмен       | Результат | Место   | Спортсменка   | Результат |
| ------- | --------------- | --------- | ------- | ------------- | --------- |
| 1       | Валерий Брумель | 2,24 WR*  | 1       | Таисия Ченчик | 1,70      |
| 2       |                 |           | 2       |               |           |
| 3       |                 |           | 3       |               |           |
| 4       |                 |           | 4       |               |           |

#### Шест
| Место | Спортсмен  | Результат |
| ----- | ---------- | --------- |
| 1     | Джон Юлсес | 4,69      |
| 2     |            |           |
| 3     |            |           |
| 4     |            |           |

#### Длина
| Мужчины | Мужчины      | Мужчины   | Женщины | Женщины           | Женщины   |
| Место   | Спортсмен    | Результат | Место   | Спортсменка       | Результат |
| ------- | ------------ | --------- | ------- | ----------------- | --------- |
| 1       | Ральф Бостон | 8,28 WR*  | 1       | Татьяна Щелканова | 6,48 WR*  |
| 2       |              |           | 2       |                   |           |
| 3       |              |           | 3       |                   |           |
| 4       |              |           | 4       |                   |           |

#### Тройной
| Место | Спортсмен     | Результат |
| ----- | ------------- | --------- |
| 1     | Витольд Креер | 16,68     |
| 2     |               |           |
| 3     |               |           |
| 4     |               |           |

#### Ядро
| Мужчины | Мужчины     | Мужчины   | Женщины | Женщины      | Женщины   |
| Место   | Спортсмен   | Результат | Место   | Спортсменка  | Результат |
| ------- | ----------- | --------- | ------- | ------------ | --------- |
| 1       | Гэри Губнер | 18,48     | 1       | Тамара Пресс | 17,25     |
| 2       |             |           | 2       |              |           |
| 3       |             |           | 3       |              |           |
| 4       |             |           | 4       |              |           |

#### Диск
| Мужчины | Мужчины        | Мужчины   | Женщины | Женщины      | Женщины   |
| Место   | Спортсмен      | Результат | Место   | Спортсменка  | Результат |
| ------- | -------------- | --------- | ------- | ------------ | --------- |
| 1       | Джей Сильвестр | 58,46     | 1       | Тамара Пресс | 57,43     |
| 2       |                |           | 2       |              |           |
| 3       |                |           | 3       |              |           |
| 4       |                |           | 4       |              |           |

#### Молот
| Место | Спортсмен        | Результат |
| ----- | ---------------- | --------- |
| 1     | Василий Руденков | 66,34     |
| 2     |                  |           |
| 3     |                  |           |
| 4     |                  |           |

#### Копьё
| Мужчины | Мужчины          | Мужчины   | Женщины | Женщины         | Женщины   |
| Место   | Спортсмен        | Результат | Место   | Спортсменка     | Результат |
| ------- | ---------------- | --------- | ------- | --------------- | --------- |
| 1       | Виктор Цибуленко | 83,12     | 1       | Эльвира Озолина | 54,79     |
| 2       |                  |           | 2       |                 |           |
| 3       |                  |           | 3       |                 |           |
| 4       |                  |           | 4       |                 |           |

#### Десятиборье
| Место | Спортсмен    | Результат |
| ----- | ------------ | --------- |
| 1     | Юрий Кутенко | 7615      |
| 2     |              |           |
| 3     |              |           |
| 4     |              |           |